# Bibliothèque Perry-Castañeda
Pour les articles homonymes, voir Perry et Castañeda.
La bibliothèque Perry-Castañeda (en anglais Perry-Castañeda Library) est la bibliothèque centrale de l'Université du Texas à Austin depuis 1972 : elle abrite quelque huit millions de volumes, ce qui en fait la onzième des États-Unis et la cinquième bibliothèque universitaire du pays.

## Histoire
Le nom Perry-Castañeda est donné en hommage à Ervin Perry et Carlos E. Castañeda (1896-1958), auteur d'ouvrages exhaustifs sur la révolution du Texas contre la République du Mexique.
Avec l'arrivée des ordinateurs personnels, la bibliothèque a commencé à scanner ses cartes, d'abord avec un Apple Color One Scanner, puis avec un Microtek Scan Maker 9800 XL, et enfin avec un Macintosh G4. Les résolutions d'image ont également augmenté de 200 à 800 dpi.
En octobre 2009, une carte de la Birmanie (probablement) datée de 1972, produite par la CIA et hébergée sur le site internet de la bibliothèque devient sujet à controverse lorsque le journal Libération la publie en pleine page pour illustrer la situation ethnique actuelle du pays.
Depuis 2010, la bibliothèque prend en photo les dessins que les étudiants font sur les tableaux blancs de la bibliothèque lors des périodes d'examens et les publie sur les réseaux sociaux. À partir de 2012, la bibliothèque commence à devenir ouverte aux étudiants 24h/24h (5 jours sur 7).

## Description
Le complexe bibliothécaire Perry-Castañeda compte 10 bibliothèques en son sein, et 2 bibliothèques hors campus (la bibliothèque des sciences marines et le Centre botanique Lady Bird Johnson). La bibliothèque possède une collection de cartes dont 40.000 ont été numérisées et mises à disposition publiquement sur le site internet de la bibliothèque.
Liste des bibliothèques
- Bibliothèque Perry-Castañeda (Perry-Castañeda Library, bibliothèque centrale)
- Archives Alexander Architectural (Alexander Architectural Archives)
- Bibliothèque d'architecture et de planification (Architecture and Planning Library)
- Collection latin-américaine Benson (Benson Latin American Collection)
- Bibliothèque de chimie Mallet (Mallet Chemistry Library)
- Bibliothèque classique (Classics Library)
- Bibliothèques d'ingénierie McKinney (McKinney Engineering Library)
- Bibliothèque des beaux-arts (Fine Arts Library)
- Bibliothèque de géologie Walter (Walter Geology Library)
- Bibliothèque des sciences de la vie (Life Science Library)
- Bibliothèque des sciences marines (Marine Science Library)
- Bibliothèque de physique, mathématiques et astronomie Kuehne (Kuehne Physics Mathematics Astronomy Library)

Depuis une vingtaine d'années, la bibliothèque s'appuie sur les services du Online Computer Library Center (OCLC) pour cataloguer et étiqueter ses documents.